# Crotonsäuremethylester
Crotonsäuremethylester ist ein ungesättigter Carbonsäureester mit einer trans-substituierten Kohlenstoff-Kohlenstoff-Doppelbindung. Die isomere cis-Verbindung hat nur eine geringe Bedeutung. 

## Historisches
Über die wissenschaftliche Untersuchung von Crotonsäuremethylester wurde erstmals 1879 von G. Kahlbaum berichtet.

## Darstellung
Crotonsäuremethylester kann durch Einleiten von Chlorwasserstoff in eine Lösung von Crotonsäure in Methanol dargestellt werden.
Die Veresterung kann auch durch Schwefelsäure katalysiert werden.

## Reaktionen
Crotonsäuremethylester reagiert mit Natriummethanolat zum Methylester der 3-Methoxybuttersäure.